# (25403) Carlapiazza
(25403) Carlapiazza est un astéroïde de la ceinture principale d'astéroïdes.

## Description
(25403) Carlapiazza est un astéroïde de la ceinture principale d'astéroïdes. Il fut découvert le 3 novembre 1999 à Socorro (Nouveau-Mexique) par le projet LINEAR. Il présente une orbite caractérisée par un demi-grand axe de 2,29 UA, une excentricité de 0,12 et une inclinaison de 0,4° par rapport à l'écliptique.

## Compléments